# Перуонто
Перуонто (неап. Peruonto, от лат. perunctus, помазанник) — итальянская литературная сказка, написанная Джамбаттистой Базиле, входит в его цикл «Сказка сказок» («Пентамерон»), опубликованный в 1634 году.
Относится к типам 675 («ленивый парень и чудесная рыба») и 559 («Царевна-Несмеяна») согласно указателю Аарне—Томпсона. Среди других литературных сказок этого типа — «Пьетро Дурак» Страпаролы (третья ночь, первая сказка) и «Дельфин» мадам д’Онуа. Народным вариантом является французская сказка «Получеловек».

## Краткое описание
У бедной вдовы из Казории, по имени Чеккарелла, был безобразный лежебока-сын по имени Перуонто. Однажды она послала его за хворостом, чтобы затопить печь и приготовить обед. По дороге Перуонто увидел трёх юношей, спящих под палящим солнцем в зените, и сделал над ними тенистый шалаш. Юноши оказались сыновьями феи и, когда проснулись, наградили Перуонто даром, чтобы всё, что он ни попросит, исполнялось. Перуонто собрал огромную вязанку хвороста, которую никак не мог взвалить себе на спину, тогда он сел на неё и пожелал, чтобы вязанка хвороста понесла его домой, как конь. И вязанка хвороста пошла иноходью и донесла его до королевского дворца. Всегда грустная принцесса Вастолла, которая никогда не смеялась, увидев пируэты на хворосте, расхохоталась. Осмеянный Перуонто послал ей в ответ проклятие, чтобы она от него забеременела, что и произошло.
Когда беременность уже было не скрыть, опозоренный король собрался уже убить дочь, но его советники предложили ему подождать рождения ребёнка. Вастолла родила двойню. Король опять собрал совет, который уговорил его подождать, пока дети подрастут, чтобы по их лицам определить их отца. Когда мальчикам исполнилось семь лет, король устроил великий пир, на который пригласил всю титулованную знать города. Отцом детей Вастоллы, по мнению советников короля, будет тот, к кому они по прильнут, побуждаемые самой природой. Но на пиру малыши не обращали никакого внимания на публику. Тогда советники предложили устроить на следующий день другой пир — для мелкого народца. На второй пир король повелел явиться всем: вплоть до слабоумных, оборванцев и головорезов. Чеккарелла заставила тоже сына пойти на пир в королевский дворец, и как только он подошёл к столу, сыновья принцессы Вастоллы кинулись к нему на шею. Перуонто признали отцом детей Вастоллы, и в наказание король повелел забить Вастоллу и Перуонто с детьми в бочку и бросить в море. Вастолла выведала у Перуонто о его волшебном даре и предложила ему превратить бочку в корабль, чтобы спастись. Бочка превратилась в корабль со всем необходимым, капитаном и матросами, а Вастолла попросила Перуонто превратить корабль во дворец, а самому стать красивым и благовоспитанным. Принцесса осталась очень довольна всеми волшебными превращениями.
Еле живой от горя король отправился на охоту, прислушавшись к совету придворных и в ночи увидел огни великолепного дворца. Он отправил во дворец слугу спросить, не пустят ли его переночевать. Получив разрешение, король вошёл во дворец, но не обнаружил в нём никого, кроме двух милых мальчуганов, называвших его дедушкой. Короля ждал волшебный обед и блистающее золотом ложе для отдыха. Утром король хотел забрать мальчиков с собой во дворец, но тут к нему вышли Вастолла и Перуонто. Дочь попросила у него прощения и рассказала о своей счастливой судьбе. Король несказанно обрадовался и забрал всех в город, где празднества продолжались несколько дней.

## Публикации
- Базиле, Джамбаттиста. Сказка сказок, или Забава для малых ребят / П. Епифанов (перевод). — СПб.: Издательство Ивана Лимбаха, 2016. — 552 с. — ISBN 978-5-89059-243-9.